# پردیس کشاورزی و منابع طبیعی دانشگاه رازی
پردیس کشاورزی و منابع طبیعی دانشگاه رازی یا دانشکده کشاورزی و منابع طبیعی دانشگاه رازی، نام اداری مجموعه‌ای متشکل از از سه دانشکده و مؤسسات آموزشی-تحقیقاتی و مهندسی زیرمجموعهٔ دانشگاه رازی است، که در محوطهٔ پردیس کشاورزی و منابع طبیعی این دانشگاه واقع در بزرگراه امام خمینی شهر کرمانشاه قرار گرفته‌اند. پردیس کشاورزی و منابع طبیعی دانشگاه رازی از سال ۱۳۶۱ کار خود را آغاز کرده‌اند.

## تاریخچه
دانشکدهٔ کشاورزی و منابع طبیعی دانشگاه رازی کرمانشاه در ۱۳۶۱ با نام «آموزشکدهٔ کشاورزی» با یک گروه آموزشی تولیدات گیاهی، کار خود را آغاز کرد. با گسترش گروه‌ها و رشته‌های تحصیلی این آموزشکده به صورت دانشکده درآمد. در سال ۱۳۹۰ سازمان اداری دانشکدهٔ کشاورزی تغییر کرد و به صورت سه دانشکده در یک مجموعهٔ دانشگاهی با عنوان اداری «پردیس کشاورزی و منابع طبیعی» درآمد و به سه دانشکدهٔ علوم و مهندسی کشاورزی، کشاورزی و دامپزشکی تقسیم شد.
مساحت پردیس کشاورزی و منابع طبیعی دانشگاه رازی ۵۴۰ هکتار است.
۳۲۰ هکتار از این میزان را باغ و اراضی کشاورزی تشکیل می‌دهد که در زمینهٔ فعالیت‌های آموزشی، پژوهشی و تولیدی در خدمت دانشکده قرار دارد.

## بخش‌های پردیس
- مزرعهٔ آموزشی و تحقیقاتی
- کتابخانه
- ایستگاه هواشناسی
- گلخانهٔ تحقیقاتی
- آزمایشگاه‌ها و کارگاه‌ها
- سالن ورزشی چندمنظوره
- فارم دامپروری
- موزهٔ تاریخ طبیعی
- بانک بذر
- هرباریوم گیاهی
- آزمایشگاه مرکزی شماره ۲
- مجتمع خوابگاهی برادران (شهید مطهری) و خواهران (حضرت زینب)
- استادسرا (۲۰ واحدی و ۹ واحدی)[۳]

## رؤسای پردیس
- قاسمپور
- سوری
- مولاناپور
- آگهی
- سوری
- معینی
- عبدالحمید پاپ‌زن
- کرمی
- جلالی هنرمند
- هژبری
- قاضی.[۱]
- بهشتی آل آقا
- نوريان سرور

## کتابخانه
کتابخانهٔ اختصاصی دانشکده با نام «کتابخانه مفتح» در سال ۱۳۶۵ در پردیس کشاورزی و منابع طبیعی تأسیس شد. این کتابخانه دارای ۱۳۷۰۰ جلد کتاب (شامل ۱۱۳۲۵ جلد کتاب فارسی و عربی و ۲۳۷۵ جلد کتاب لاتین) و اشتراک ادواری ۳۰ عنوان نشریه است.

## دانشکدهٔ دامپزشکی
دانشکدهٔ دامپزشکی دانشگاه رازی با عنوان «آموزشکده دامپزشکی» در سال ۱۳۷۱ با پذیرش دانشجو در مقطع کاردانی دامپزشکی تأسیس شد. در سال ۱۳۸۱ دورهٔ کارشناسی ناپیوستهٔ علوم آزمایشگاهی دامپزشکی در این آموزشکده دایر شد و نهایتاً در سال ۱۳۸۶ با اخذ مجوز و پذیرش دانشجو در مقطع دکتری عمومی دامپزشکی، آموزشکده دامپزشکی به دانشکدهٔ دامپزشکی دانشگاه رازی ارتقاء یافت.
ساختمان‌های دانشکده دامپزشکی شامل ۷۰۰۰ متر مربع بوده و امکانات آموزشی دانشکده در حال حاضر شامل کلاس‌های آموزش تئوری، آزمایشگاه‌های آموزشی و تشخیصی شامل آزمایشگاه‌های بیوشیمی، فیزیولوژی و فارماکولوژی، میکروب‌شناسی و قارچ‌شناسی، ایمنی‌شناسی و ویروس‌شناسی، انگل‌شناسی، بافت‌شناسی و آسیب‌شناسی، کلینیکال پاتولوژی، بهداشت و کنترل کیفی مواد غذایی و آبزیان، سالن تخصصی آناتومی و کلینیک تخصصی دامپزشکی (خدماتی، آموزشی و تحقیقاتی) است. ساختمان جدید درمانگاه تخصصی دامپزشکی نیز به مساحت ۲۵۰۰ متر مربع در حال ساخت است.
دانشکدهٔ دامپزشکی در حال حاضر دارای ۲۲ عضو هیات علمی تمام وقت است. از این میان ۳ نفر در مرتبهٔ دانشیاری و ۱۸ نفر دیگر استادیار هستند. همچنین تعداد ۷ نفر کارشناس استادان را در امر آموزش یاری می‌نمایند.
مرکز آموزشی تحقیقاتی پرورش اسب از سال ۱۳۹۶ در گروه علوم دامی دانشکدۀ دامپزشکی پردیس کشاورزی و منابع طبیعی فعالیت خود را آغاز کرده‌است.

### گروه علوم پایه و پاتوبیولوژی
گروه علوم پایه و پاتوبیولوژی در سال ۱۳۸۹ به عنوان یک گروه مستقل در دانشکدهٔ دامپزشکی تأسیس شد. این گروه شامل بخشهای علوم تشریح (آناتومی و جنین‌شناسی)، بافت‌شناسی و آسیب‌شناسی، بیوشیمی، فیزیولوژی و فارماکولوژی، انگل‌شناسی، میکروبیولوژی (باکتری‌شناسی، قارچ‌شناسی، ایمنی‌شناسی و ویروس‌شناسی)، بهداشت و کنترل کیفی موادغذایی و آبزیان میباشد.

### گروه علوم درمانگاهی
گروه علوم درمانگاهی در سال ۱۳۸۹ تشکیل شد. در این گروه تدریس دروس علوم درمانگاهی شامل اصول معاینهٔ دام و تزریقات، بیماری‌های داخلی دام‌های بزرگ، بیماری‌های داخلی دام‌های کوچک، اصول جراحی و هوشبری، جراحی عمومی دام‌های بزرگ، جراحی عمومی دام‌های کوچک، بیماری‌های اندام‌های حرکتی، بهداشت و پرورش طیور، بهداشت و پرورش دام، بیماری‌های طیور، تغذیه اختصاصی طیور، مامایی و بیماری‌های تولید مثل دام، اصول انتخاب و تلقیح مصنوعی دام، کلینیکال پاتولوژی، و دروس عملیات درمانگاهی و کارورزی انجام می‌شود.

### اسامی رؤسای دانشکدهٔ دامپزشکی
- مراد رحیمی، ۱۳۷۳-۱۳۷۱
- عبدالعلی چاله‌چاله، ۱۳۷۸-۱۳۷۳
- مهرداد پویان‌مهر، ۱۳۸۲-۱۳۷۸
- علی‌اصغر مقدم، ۱۳۸۴-۱۳۸۲
- عبدالعلی چاله‌چاله، ۱۳۸۹-۱۳۸۴
- علی قشقایی، ۱۳۹۲-۱۳۸۹
- علی‌اصغر مقدم، ۱۳۹۶-۱۳۹۲
- عبدالعلی چاله‌چاله، ۱۳۹۶-
- ياسر شهبازي.
- صمدعليمحمدي

## دانشکدهٔ علوم و مهندسی کشاورزی
دانشکده کشاورزی در سال ۱۳۶۱ با عنوان «آموزشکدهٔ کشاورزی» با یک گروه آموزشی تولیدات گیاهی کار خود را آغاز نمود. این دانشکده در حال حاضر با عنوان دانشکدهٔ علوم و مهندسی کشاورزی دارای ۳ گروه آموزشی شامل مهندسی تولید و ژنتیک گیاهی، مهندسی آب و علوم دامی می‌باشد. در حال حاضر این دانشکده دارای ۳۵ عضو هیئت علمی، شامل ۴ استاد، ۱۵ دانشیار، و ۲۶ استادیار است و ۹۲۰ دانشجو در آن تحصیل می‌کنند.

### گروه مهندسی تولید و ژنتیک گیاهی
گروه مهندسی تولید و ژنتیک گیاهی قدیمی‌ترین گروه علمی در پردیس کشاورزی و منابع طبیعی است که فعالیت خود را از همان سال ۱۳۶۱ در دانشکدهٔ کشاورزی تحت عنوان رشتهٔ کاردانی امور زراعی آغاز نمود. این گروه در سال ۱۳۶۹ با پذیرش دانشجو در رشتهٔ کارشناسی به مهندسی کشاورزی گرایش زراعت و اصلاح نباتات ارتقاء پیدا کرد.
- کارشناسی: مهندسی کشاورزی زراعت و اصلاح نباتات
- کارشناسی ارشد: اصلاح نباتات، زراعت، بیوتکنولوژی کشاورزی و اگرواکولوژی
- دکتری: اصلاح نباتات گرایش (ژنتیک بیومتری، ژنتیک مولکولی و مهندسی ژنتیک)، زراعت گرایش (فیزیولوژی گیاهان زراعی، اکولوژی گیاهان زراعی)[۱۰]

### گروه مهندسی آب
گروه مهندسی آب در سال ۱۳۷۰ در ساختمانی به مساحت ۱۵۰۰ متر مربع تاسیس و در سال ۱۳۷۱ موفق به اخذ مجوز کارشناسی مهندسی آب گردید. همچنین در این گروه دوره‌های کارشناسی ارشد مهندسی آبیاری و زهکشی، مهندسی منابع آب و مهندسی سازه‌های آبی به ترتیب در سال‌های ۱۳۸۵ و ۱۳۸۷ و ۱۳۹۱ دایر گردید. همچنین دوره‌های دکتری مهندسی آبیاری و زهکشی و دکتری سازه‌های آبی نیز به ترتیب در سال‌های ۱۳۹۰ و ۱۳۹۱ تأسیس شدند. آزمایشگاه‌های فعال موجود در گروه مهندسی آب عبارتند از: آبیاری و زهکشی، نقشه‌برداری و تفسیر عکس‌های هوایی، کیفیت آب، هواشناسی، مکانیک خاک، فیزیک خاک، هیدرولیک، هیدروپونیک و مدل‌های هیدرولیکی-فیزیکی. گروه مهندسی آب دارای چهار مزرعهٔ تحقیقاتی هر یک به مساحت ۶۰۰ متر مربع، سه ایستگاه لیسیمتری هر یک به مساحت ۱۲۰ متر مربع، یک ایستگاه هواشناسی فول‌اتوماتیک، گلخانهٔ تحقیقاتی و دو سایت کامپیوتری جداگانه جهت دانشجویان دوره‌های کارشناسی و تحصیلات تکمیلی است.
- کارشناسی: مهندسی آب
- کارشناسی ارشد: آبیاری و زهکشی، سازه‌های آبی، منابع آب
- دکترا: آبیاری و زهکشی، سازه‌های آبی[۱۰]

### گروه علوم دامی
گروه علوم دامی در سال ۱۳۷۰ در دانشکدهٔ کشاورزی در دورهٔ کارشناسی تأسیس گردید. سپس در سال‌های ۱۳۷۷ و ۱۳۸۵ به ترتیب مجوز تأسیس دوره‌های کارشناسی ارشد و دکتری تخصصی را دریافت کرد. گروه علوم دامی در سه مقطع کارشناسی، کارشناسی ارشد و دکتری دانشجو می‌پذیرد.
- کارشناسی: مهندسی علوم دامی
- کارشناسی ارشد: گرایش‌های تغذیهٔ نشخوارکنندگان، تغذیه طیور، فیزیولوژی، ژنتیک و اصلاح دام، و پرورش و مدیریت طیور
- دکترا: تغذیه نشخوارکنندگان و تغذیه طیور[۱۰]

### اسامی رؤسای دانشکدهٔ علوم و مهندسی کشاورزی
- قاسمپور
- سوری
- مولاناپور
- آگهی
- سوری
- معینی
- عبدالحمید پاپ‌زن
- کرمی
- جلالی هنرمند
- هژبری
- قاضی
- بهشتی آل آقا
- نوريان سرور

## دانشکدهٔ کشاورزی
دانشکده کشاورزی در سال ۱۳۶۱ با عنوان «آموزشکده کشاورزی» با یک گروه آموزشی تولیدات گیاهی کار خود را آغاز نمود. در حال حاضر این دانشکده دارای ۵ گروه آموزشی شامل: (مهندسی مکانیک بیوسیستم، گیاه پزشکی، علوم مهندسی خاک، منابع طبیعی و ترویج و آموزش کشاورزی) است.

### گروه ترویج و آموزش کشاورزی
گروه ترویج و آموزش کشاورزی دانشگاه رازی در سال ۱۳۷۳ و در محل گروه زراعت گشایش شد و با پذیرش ۳۲ دانشجو در رشتهٔ مهندسی ترویج و آموزش کشاورزی (روزانه) و در مقطع کارشناسی فعالیت خود را آغاز کرد. گروه ترویج و آموزش کشاورزی در سال ۱۳۷۴ با پذیرش ۳۴ دانشجو اقدام به جذب دانشجو در دورهٔ شبانه کرد. در سال ۱۳۷۶ گروه ترویج تغییر مکان داد و به محل فعلی (طبقهٔ چهارم ساختمان اداری) منتقل گردید. گروه ترویج در سال ۱۳۷۶ و برای اولین بار در کشور و با جذب ۴ دانشجو از طریق آزمون تحصیلات تکمیلی اقدام به تأسیس رشتهٔ «مهندسی توسعهٔ روستایی» در مقطع کارشناسی ارشد کرد. گروه ترویج و آموزش کشاورزی در سال ۱۳۸۶ برای اولین بار در مقطع کارشناسی ارشد رشته ترویج و آموزش کشاورزی اقدام به جذب ۹ نفر دانشجو (۶ نفر روزانه و ۳ نفر شبانه) نمود و در سال ۱۳۸۹ اقدام به جذب ۴ نفر دانشجوی دکتری در رشتهٔ «توسعه کشاورزی» کرد. دکترای ترویج کشاورزی نیز در سال تحصیلی ۹۱ مصوب و برای بار اول ۵ دانشجو در این مقطع پذیرفته شد. گروه ترویج در حال حاضر دارای ۸ نفر هیأت علمی (۴ دانشیار و ۴ استادیار) و علاوه بر آن سه کارشناس آموزشی است.
- کارشناسی: ترویج و آموزش کشاورزی
- کارشناسی ارشد: توسعه روستایی، ترویج و آموزش کشاورزی
- دکتری: توسعه کشاورزی، ترویج کشاورزی[۱۴]

### گروه گیاه‌پزشکی
- کارشناسی: مهندسی کشاورزی-گیاه‌پزشکی
- کارشناسی ارشد: حشرهشناسی کشاورزی-بیماری‌شناسی گیاهی
- دکتری تخصصی: حشرهشناسی کشاورزی[۱۴]

### گروه علوم و مهندسی خاک
آزمایشگاه خاک شناسی همزمان با آغاز به کار آموزشکده کشاورزی در سال ۱۳۶۱ تأسیس شد. در سال ۱۳۶۷ با تشکیل دانشکدهٔ کشاورزی و جذب اعضای هیئت علمی، فعالیت‌های آموزشی و پژوهشی این آزمایشگاه توسعه یافت. مجوز جذب دانشجو در مقطع کارشناسی در سال ۱۳۸۵ اخذ شد و گروه «مهندسی علوم خاک» رسماً تاسیس شد و از مهرماه سال ۱۳۸۶ اقدام به جذب دانشجو نمود. این گروه از سال ۱۳۹۰ با پذیرش دانشجو در رشته «علوم و مهندسی خاک» به این نام تغییر عنوان داد. همچنین، در سال ۱۳۹۰ با گشایش دورهٔ کارشناسی ارشد در چهار گرایش اصلی (پیدایش و رده‌بندی خاک، فیزیک و حفاظت خاک، شیمی و حاصلخیزی خاک و بیولوژی خاک) در گروه موافقت گردیده و بر این اساس نخستین دورهٔ دانشجویان مقطع کارشناسی ارشد پذیرفته شدند. هم‌اکنون این گروه در مقطع کارشناسی ارشد در دو رشته «مدیریت منابع خاک» (با گرایش‌های تحصیلی «فیزیک و حفاظت خاک» و «منابع خاک و ارزیابی اراضی») و «مدیریت حاصل‌خیزی و زیست‌فناوری خاک» (با گرایش‌های تحصیلی «شیمی و حاصلخیزی خاک» و «بیولوژی و بیوتکنولوژی خاک») اقدام به پذیرش دانشجو می‌نماید.
- کارشناسی: علوم و مهندسی خاک
- کارشناسی ارشد: رشته مدیریت منابع خاک (با گرایش‌های تحصیلی: فیزیک و حفاظت خاک، و منابع خاک و ارزیابی اراضی)، رشتهٔ مدیریت حاصلخیزی و زیست‌فناوری خاک (با گرایش‌های تحصیلی: شیمی و حاصلخیزی خاک، و بیولوژی و بیوتکنولوژی خاک)
- دکترا: -[۱۴]

### گروه منابع طبیعی
گروه منابع طبیعی در دانشکده کشاورزی دانشگاه رازی از سال ۱۳۸۷ تأسیس گردیده است. این گروه فعالیت خود را با راه‌اندازی رشتهٔ «مهندسی منابع طبیعی-مرتع و آبخیزداری» در سال ۱۳۸۷ و رشتهٔ «مهندسی منابع طبیعی-جنگلداری» در سال ۱۳۸۹ در مقطع کارشناسی آغاز نمود. باید اشاره کرد که این رشته ها طی سال‌های ۱۳۸۳ تا ۱۳۸۷ در «مرکز آموزش عالی واحد قصرشیرین» نیز دایر بوده‌اند. در سال ۱۳۹۲ گروه منابع طبیعی مجوز راه‌اندازی رشتهٔ جنگلداری را در مقطع کارشناسی ارشد دریافت کرد و از مهرماه ۱۳۹۳ دانشجویان در این رشته مشغول به تحصیل شدند. در حال حاضر گروه منابع طبیعی در دورهٔ کارشناسی دارای دو رشتهٔ «مهندسی آبادانی طبیعت (مرتع–آبخیزداری)» و رشته «علوم و مهندسی جنگل (جنگلداری)» و در مقطع کارشناسی ارشد دارای رشتهٔ «علوم و مهندسی جنگل، گرایش مدیریت جنگل» می‌باشد.
- کارشناسی: مهندسی منابع طبیعی-مرتع و آبخیزداری، مهندسی منابع طبیعی-جنگلداری
- کارشناسی ارشد: مهندسی منابع طبیعی-جنگلداری
- دکترا: -[۱۴]

### گروه مهندسی مکانیک بیوسیستم
گروه مهندسی مکانیک بیوسیستم (مکانیک ماشین‌های کشاورزی) در سال ۱۳۸۴ با داشتن یک عضو هیئت علمی و یک بورسیهٔ دانشجوی دکتری در دانشکدهٔ کشاورزی پردیس کشاورزی و منابع طبیعی دانشگاه رازی تأسیس شد. این گروه در سال ۱۳۸۹ دورهٔ کارشناسی ارشد رشتهٔ مهندسی مکانیک ماشین‌های کشاورزی را راه‌اندازی کرد. در سال ۱۳۹۲ شورای عالی برنامه‌ریزی وزارت علوم، تحقیقات و فناوری در رشته‌های مهندسی کشاورزی - مکانیک ماشین‌های کشاورزی بازنگری انجام داد، و مصوب شد که رشتهٔ مهندسی مکانیک بیوسیستم در سه گرایش «طراحی ماشین‌های کشاورزی»، «انرژی‌های تجدیدپذیر»، و «فناوری پس از برداشت» جایگزین رشته مذکور گردد. در حال حاضر گروه مهندسی مکانیک بیوسیستم با داشتن ۲ دانشیار، ۴ استادیار و ۲ کارشناس آموزشی در مقطع کارشناسی و کارشناسی ارشد این رشته دانشجو می پذیرد.
- کارشناسی: مهندسی مکانیک بیوسیستم
- کارشناسی ارشد: مهندسی مکانیک بیوسیستم (گرایش طراحی و ساخت- گرایش انرژیهای تجدیدپذیر- گرایش فناوری پس از برداشت)
- دکتری: -[۱۴]

### اسامی رؤسای دانشکدهٔ کشاورزی
- قاسمپور
- سوری
- مولاناپور
- آگهی
- سوری
- معینی
- عبدالحمید پاپ‌زن
- کرمی
- جلالی هنرمند
- هژبری
- قاضی
- بهشتی آل آقا
- نوريان سرور